# Dissertatio Botanica de Drosera
Dissertatio Botanica de Drosera (abreviado Drosera) es un libro con ilustraciones y descripciones botánicas que fue escrito por el explorador, naturalista y botánico sueco Carl Peter Thunberg y publicado en Upsala en los años 1797 con el nombre de Dissertatio botanica de Drosera, quam venia exp. Facult. med. upsal. praeside Carol. Pet. Thunberg, ....